# Comuna Rohmaniv, Șumsk
Rohmaniv (în ucraineană Рохманів) este o comună în raionul Șumsk, regiunea Ternopil, Ucraina, formată din satele Obîci, Rohmaniv (reședința) și Zalujjea.

## Demografie
Componența lingvistică a comunei Rohmaniv
     Ucraineană (99,79%)
     Alte limbi (0,21%)
Conform recensământului din 2001, majoritatea populației comunei Rohmaniv era vorbitoare de ucraineană (99,79%), existând în minoritate și vorbitori de alte limbi.